# Meloe autumnalis autumnalis
Meloe autumnalis autumnalis é uma subespécie de insetos coleópteros polífagos pertencente à família Meloidae.
A autoridade científica da subespécie é Olivier, tendo sido descrita no ano de 1792.
Trata-se de uma subespécie presente no território português.